# Carmelo Goyenechea Urrusolo
Carmelo Goyenetxea Urrusolo (Deusto, 18 giugno 1898 – Bilbao, 10 novembre 1984) è stato un calciatore spagnolo, di ruolo attaccante.

## Carriera

### Club
Giocò tutta la carriera nel campionato spagnolo.

### Nazionale
Fu convocato per le Olimpiadi del 1924.